# Dernière Obsession
Dernière Obsession (No Brother of Mine) est un téléfilm canadien réalisé par Philippe Gagnon et diffusé aux États-Unis le 13 août 2007 sur Lifetime.

## Fiche technique
- Titre diffusion télé Lifetime : My Brother, My Keeper
- Titre canadien : Lethal Obsession
- Titre américain : No Brother of Mine
- Réalisation : Philippe Gagnon
- Scénario : Valerie West]
- Durée : 91 minutes
- Pays :  Canada

## Distribution
- Kellie Martin : Nina St. Clair
- Adam MacDonald : Drew Brampton
- Dylan Neal (VF : Pierre Tessier) : Stuart St. Clair
- Camille Pennel : April St. Clair
- Jesse Thibodeau : Brandon
- Zara Taylor : Isabelle
- Marianne Farley : Karen Reynolds
- France Viens : Docteur Miriam Jordan
- Sarah Smyth (en) : Amy Palmieri
- Conrad Pla (en) : George Friezen
- Nancy Helms : Freida Brampton
- Lita Tresierra : Mary Cummins
- John Topor : Rivas
- Elana Dunkelman : Debbi
- Vito DeFilippo : Docteur Munro
- Steven Woodworth : Drew à 10 ans
- Annie Murphy : Sarah
- Vie Nystrom : Matha
- Jacqueline Graham : Nina à 14 ans
- Benjamin Hatcher : Père de Nina
- Kelly Anne Patterson : Mère de Nina
- Ruth Chiang : Infirmière
- Meghanne Kessels : Infirmière #2
- Julian Casey : Homme à la moustache
- Ray Cocomello : Autre joueur